# The '60s
The '60s è una miniserie televisiva del 1999 diretta da Mark Piznarski e trasmessa dalla NBC.
Ambientata negli anni sessanta, la miniserie racconta le storie di due famiglie americane: gli Herlihy, una famiglia bianca di Chicago, e i Taylor, una famiglia di colore composta dal padre Willie ed il figlio Emmet.

## Trama
Gli Herlihy hanno tre figli: il primogenito Brian (Jerry O'Connell), Micheal (Josh Hamilton) e Katie (Julia Stiles). Brian vuole che suo padre sia orgoglioso di lui e così decide di arruolarsi nei Marines e viene spedito in Vietnam, dove vedrà con i propri occhi e sentirà sulla propria pelle le brutalità della guerra e ritornerà a casa profondamente cambiato. Micheal, al contrario di suo fratello, è un pacifista universitario schierato contro la guerra del Vietnam ed è proprio durante un incontro tra attivisti universitari che conosce Sarah Weinstock (Jordana Brewster), una ribelle contestatrice di cui si innamora perdutamente. Katie, la più piccola della famiglia Herlihy, dopo aver cambiato decine di ragazzi scopre di essere incinta e quando lo confessa ai suoi genitori il padre si rifiuta di far nascere il bambino, lei decide, così, di scappare via di casa e va a vivere in una comune hippie, dove farà crescere suo figlio e non darà più sue notizie alla famiglia per qualche anno. I due fratelli rincontreranno casualmente la sorella solo dopo alcuni anni, al Festival di Woodstock, dove conosceranno anche il loro piccolo nipotino Micheal e la convinceranno a far ritorno a casa.
I Taylor sono dei pacifisti: Willie cerca di crescere suo figlio, Emmet, attraverso i valori e i principi della solidarietà, dell'uguaglianza e della pace, ma verrà ucciso da due poliziotti bianchi, una notte, proprio davanti agli occhi del figlio.

## Contesto storico
Le storie delle due famiglie si intrecciano tra loro e le scene sono profondamente arricchite con immagini di repertorio e con gli avvenimenti socialmente e culturalmente più importanti dell'epoca: dall'assassinio di John Fitzgerald Kennedy nel 1963 a quello di Martin Luther King e dal Festival di Newport del 1965 a quello di Woodstock del 1969.

## Colonna sonora
Tra le musiche che accompagnano questo viaggio negli anni sessanta ci sono classici dell'epoca come quelli dei The Beach Boys, Bob Dylan, Byrds, Cream, Marvin Gaye, Jefferson Airplane e James Brown.